# 대한민국 민법 제224조
대한민국 민법 제224조는 관습에 의한 비용부담에 대한 민법조문이다.

## 조문
제224조(관습에 의한 비용부담) 전2조의 경우에 비용부담에 관한 관습이 있으면 그 관습에 의한다.